# Електроуглі (станція)
Електроуглі (рос. Электроугли) — залізнична станція Горьківського напрямку Московської залізниці в однойменному місті Богородського міського округу Московської області. Входить до складу Московсько-Курського центру організації роботи залізничних станцій ДЦС-1 Московської дирекції управління рухом. За основним характером роботи є проміжною, за обсягом роботи віднесена до 3 класу.
Розташована за 36 км від Москва-Пасажирська-Курська, час руху від Москва-Пасажирська-Курська — близько 49 хвилин. Названа по місту, в якому розташована.

## Опис станції
Відкрита в 1861 році під назвою Васильєво. В 1892 році перейменована на Кудіново. На сьогоденну назву перейменовано в 1963 році.
Станція складається з двох послідовно розташованих парків: непарний парк А і парний парк Б. До станції примикає 6 колій незагального користування. 14 березня 2018 року відбулося урочисте відкриття контейнерного терміналу «Східний». У цей день було прийнято перший контейнерний поїзд. ТЛЦ «Східний» примикає до непарного парку «А». Станція має два маневрових тепловози. Один працює постійно на станції, другий обслуговує ще станції Желєзнодорожна та Храпуново.
На станції одна острівна пасажирська платформа, сполучена з містом пішохідним містком. З червня 2014 обладнана чотирма турнікетами, розташованими перед сходами на пішохідний місток.
Місто розташоване в основному на південь від станції. На захід від станції — переїзд. Від станції відходять декілька колій до підприємств міста.